# Stephanie Cox
Stephanie Renee Cox, nascida Stephanie Lopez (Los Gatos, 3 de abril de 1986), é uma futebolista da Seleção Feminina dos Estados Unidos.
Lopez, cuja ascendência é mexicana, cresceu em Elk Grove, Califórnia, e estudou na Elk Grove High School. Ela frequentou a Universidade de Portland, onde era membro da equipe de Portland no campeonato de 2005 da NCAA. Lopez jogou em várias equipes juvenis nacionais dos EUA e foi a capitã da equipe estadunidense durante a copa do mundo feminina sub-20 da FIFA em 2006.
Atualmente, joga pelo Los Angeles Sol.